# 왕나비아과
왕나비아과는 네발나비과에 속하는 나비의 아과이다. 이 나비들은 애벌레가 성장하도록  여러 종류의 유액 위에 그들의 알을 낳는다. 역사적으로 이 집단은 '왕나비과'라는 별도의 과로 간주되었고, 왕나비족은 가끔 네발나비과에서 별도의 아과로 간주되었다.
왕나비아과 나비는 세계적으로 약 300여 종이 있으나 한국의 토착종으로는 왕나비가 유일하며, 특정 지역 내에서 연속적으로 발견되지 않는 미접인 별선두리왕나비, 끝검은왕나비의 2종을 포함하면 모두 3종이 발견되고 있다.

## 한반도의 왕나비
한반도에서 발견되는 왕나비는 아래와 같다.
- 왕나비아과 (Danainae)
  - 왕나비족 (Danaini)
    - Danaina속 - Danaus Kluk, 1802
      - 별선두리왕나비 (Danaus genutia) - Cramer, 1779
      - 끝검은왕나비 (Danaus chrysippus) - Linnaeus, 1758

    - Parantica속
      - 왕나비 (Parantica sita) - Kollar, 1844
      - 대만왕나비 (Parantica melanea) - Cramer, 1775